# Juliénas
Juliénas este o comună în departamentul Rhône din sud-estul Franței. În 2009 avea o populație de 826 de locuitori.

## Evoluția populației
| An        | 1975 | 1982 | 1990 | 1999 | 2006 | 2009 |
| --------- | ---- | ---- | ---- | ---- | ---- | ---- |
| Populație | 648  | 642  | 703  | 792  | 812  | 826  |